# Barbara Niemczyk
Barbara Wiesława Hermel-Niemczyk (Łódź, Voivodat de Łódź, 18 d'abril de 1935) va ser una jugadora de voleibol polonesa que va competir durant la dècada de 1960 i 1970.
El 1964 va prendre part en els Jocs Olímpics de Tòquio, on guanyà la medalla de bronze en la competició de voleibol. Quatre anys més tard, als Jocs de Ciutat de Mèxic revalidà la medalla de bronze en la competició de voleibol.
En el seu palmarès també destaquen dues medalles al Campionat d'Europa, una de plata el 1967, i una de bronz el 1971.
Entre 1964 i 1976 jugà 172 partits amb la seva selecció. A nivell de clubs jugà al Start Łódź, Chojeński KS Komunalni Łódź i SC Alzano. Guanyà la lliga polonesa en cinc ocasions, el 1968, 1971,1972, 1973 i 1976.